# Маяк Алки-Пойнт
Маяк Алки-Пойнт (англ. Alki Point Light) — маяк, расположенный на небольшом мысе Алки-Пойнт на южном входе в залив Эллиотт-Бей в черте Уэст-Сиэтла, город Сиэтл, округ Кинг, штат Вашингтон, США. Построен в 1913 году. Автоматизирован в 1984 году.

## Название
Слово «алки», девиз штата Вашингтон, на индейском языке чинук означает «постепенно».

## История
Интенсивность судоходства в заливе Эллиотт-Бей, где расположен крупнейший город штата Сиэтл, постоянно увеличивалась. 28 июня 1902 Конгресс США выделил 6 000$ на строительство маяка, пять лет спустя было выделено еще 8 000$ на строительство противотуманного сигнала. 17 июня 1910 года было выделено еще 33 000$ на завершение проекта. Строительство было завершено 29 апреля 1913 года, и маяк был введен в эксплуатацию 1 июня. Маяк представлял собой бетонный дом, где был расположен противотуманный сигнал, с примыкающей к нему восьмиугольной башней маяка высотой 11 метров. Маяк был построен по тому же проекту, что и маяки Лайм-Килн и Пойнт-Робинсон. На маяке была установлен линза Френеля четвертого поколения. Для смотрителя и помощника были построены два деревянных дома с восемью комнатами. В 1962 году линза Френеля была заменена на воздушный маяк. Оригинальная линза в настоящее время выставлена в музее Береговой Охраны в Сиэтле. В 1984 году Береговая охрана США автоматизировала маяк. 